# Dendrobium peguanum
Dendrobium peguanum är en orkidéart som beskrevs av John Lindley. Dendrobium peguanum ingår i släktet Dendrobium, och familjen orkidéer. Inga underarter finns listade i Catalogue of Life.